# Zdeněk Peška
Zdeněk Peška (9. května 1900 Praha – 23. října 1970 Praha) byl český univerzitní profesor, odborník na ústavní právo. Coby člen odbojové organizace Politické ústředí byl v roce 1939 zatčen a odsouzen k patnácti letům vězení. Na podzim 1945 byl zvolen poslancem Prozatímního národního shromáždění, kde se rovněž věnoval ústavním otázkám. V politickém procesu s Miladou Horákovou a spol. byl odsouzen k trestu žaláře na dvacet pět let.

## Mládí a akademická činnost
Zdeněk Peška se narodil 9. května 1900 v Praze. Po maturitě na reálném gymnáziu v Křemencově ulici vystudoval práva na Karlově univerzitě (1923) a na vysokých školách ve Štrasburku, v Paříži a v Londýně. Ve svých 26 letech byl jmenován docentem, v roce 1929 mimořádným a roku 1934 řádným profesorem v oboru všeobecné a československé ústavní právo na Právnické fakultě Univerzity Komenského v Bratislavě. V letech 1936–1937 zde byl navíc děkanem.
Soustavně se věnoval především zkoumání ústavních systémů. V roce 1935 publikoval rozsáhlou dvoudílnou práci Československá ústava a zákony s ní souvislé, byl autorem vysokoškolských učebnic (pětidílné Základy všeobecné státovědy) a publikoval v řadě odborných časopisů, např. Právníku, Právném obzoru, Revue de droit public et de la science politique a dalších. Soustředil se i na otázku národnostních menšin, zajímal se o politickou filozofii či ústavní uspořádání USA. Stal se členem Československé sociálně demokratické strany dělnické, kde vedl Sdružení sociálně demokratických právníků. Dále byl členem Učené společnosti Šafárikovy, American Political Science nebo Associacion Société de legislation comparée.

## Druhá republika a okupace
Po vzniku samostatného Slovenského státu byl nucen z Bratislavy odejít. Nejdříve krátce vyučoval na Právnické fakultě Masarykovy univerzity v Brně, poté na české technice v Praze. Zde se prostřednictvím historika a archiváře Vladimíra Klecandy zapojil do činnosti odbojové organizace Politické ústředí (PÚ), sdružující vrcholné představitele pěti prvorepublikových demokratických politických stran. Stal se členem právní komise Politického ústředí a se sepsaným návrhem, jakým způsobem by po válce mělo dojít k obnově Československé republiky a jejích ústavních orgánů, byl 14. prosince 1939 zatčen gestapem. Za velezrádné počínání proti Velkoněmecké říši mu byl navržen trest smrti, nakonec byl německým lidovým soudem odsouzen na patnáct let, a válku tudíž strávil v nacistických věznicích.

## 1945–1948
Po osvobození byl Peška jmenován profesorem na Právnické fakultě Univerzity Karlovy a současně začal pracovat na nové ústavě. Na podzim 1945 se stal poslancem Prozatímího národního shromáždění za sociální demokraty, publikoval odborné stati i politické komentáře. Jeho aktivity již tehdy vadily komunistům, kteří se snažili práce na poválečné ústavě co nejvíce pozdržet, a trnem v oku jim bylo i jeho odmítání různých nestandardních řešení a snaha hájit demokratické právní principy. (Když komunisté Gottwald, Slánský, Nosek a Široký prosazovali, aby ve volbách nesměli hlasovat lidé, proti kterým bylo zahájeno řízení podle tzv. malého dekretu o chování, urážejícím národní cítění, Peška proti nim ostře vystoupil s tím, že není možné, aby pouhé zahájení vyšetřování znamenalo ztrátu volebního práva.)
V květnových volbách 1946 kvůli špatnému výsledku sociálních demokratů již zvolen nebyl a poté, co ho vedení strany nenominovalo ani ve druhém skrutiniu, se coby jeden z největších tehdejších ústavních odborníků do Ústavodárného národního shromáždění vůbec nedostal. Práce na nové ústavě nicméně nezanechal a žádal, aby k poslaneckému jednání byli přizvání i ústavní právníci, což znovu narazilo na odpor ze strany komunistů.

## Proces a věznění

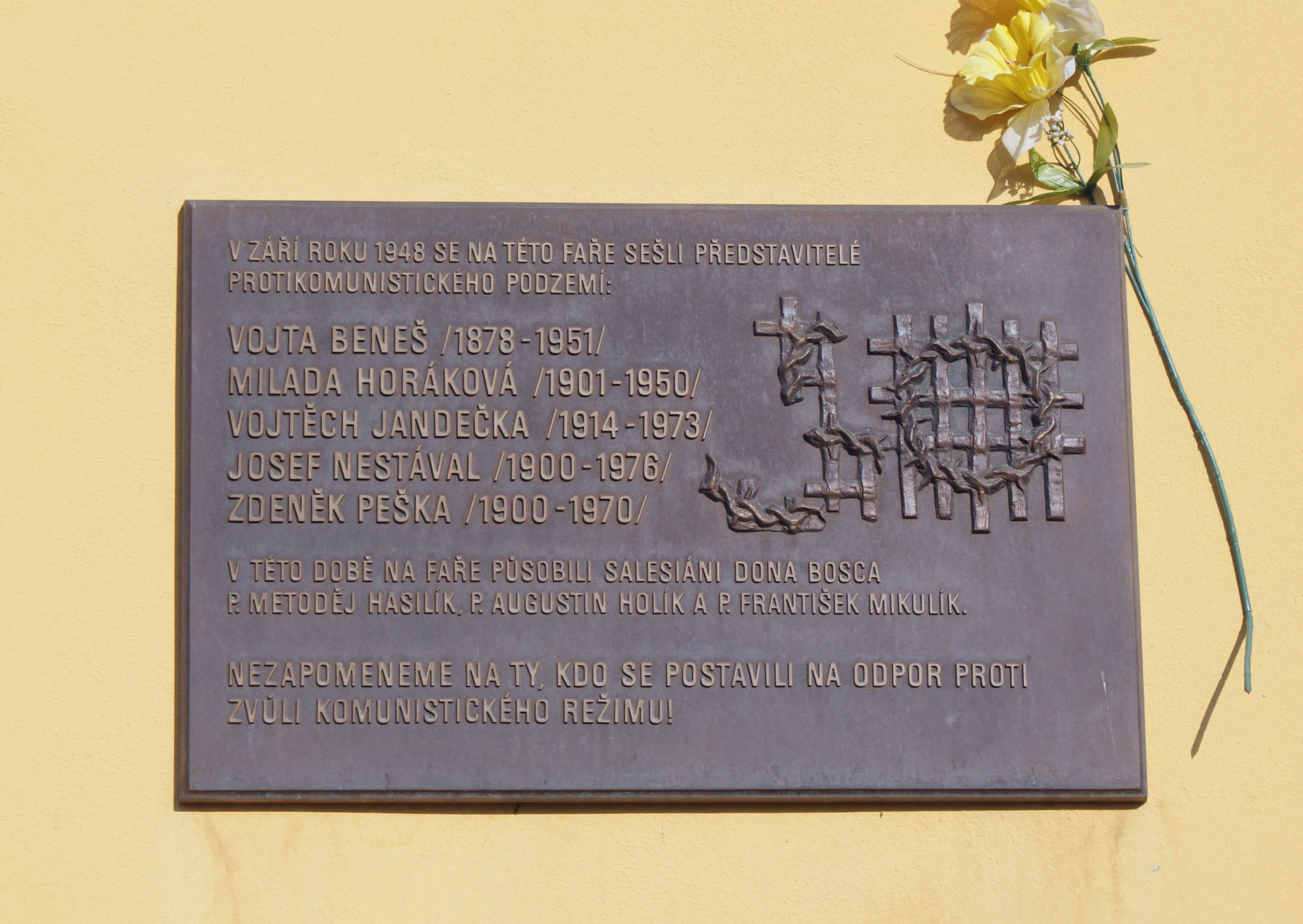
Pamětní deska na vinořské faře (odhalena 24. října 2002)

Po komunistickém převratu v únoru 1948 patřil profesor Peška mezi ty, kdo nesouhlasili se sloučením sociálně demokratické strany se stranou komunistickou. Stal se členem Ústředního výboru nezávislé sociální demokracie, jehož program z přelomu srpna a září 1948 mimo jiné požadoval, aby bylo zrušeno veškeré zákonodárství po 25. únoru a vypsány nové svobodné volby. 25. září 1948 se spolu s bratrem prezidenta Vojtou Benešem sešel na faře ve Vinoři se zástupci národních socialistů (Milada Horáková a Josef Nestával) a lidovců (Vojtěch Jandečka). Peška společně s Horákovou navrhoval vytvořit jakýsi zastřešující orgán, který by sdružoval zastoupená politická uskupení, to bylo ovšem ostatními účastníky coby nebezpečné odmítnuto. Jediný závěr, ke kterému dospěli, bylo konstatování, že každá strana bude i nadále vyvíjet politickou činnost samostatně a vzájemné informování bude probíhat v individuální rovině. V říjnu a listopadu byli členové Ústředního výboru nezávislé sociální demokracie pozatýkáni, s výjimkou Vojty Beneše, kterému se podařilo uprchnout do USA.
Sám Zdeněk Peška byl zatčen 18. listopadu 1948. Státní bezpečnost původně plánovala vytvořit z této skupiny samostatný politický proces, pracovně nazývaný „Peška a spol.“ Nakonec ale dva nejdůležitější obžalované – Zdeňka Pešku a Vojtěcha Dundra – zařadila do procesu s Miladou Horákovou. Profesor Peška si v závěru procesu s údajným „záškodnickým spiknutím“ vyslechl rozsudek ve výši 25 let těžkého žaláře, ztráty občanských práv, pokuty a konfiskace veškerého majetku. Trest si odpykával ve věznicích v Ostravě, na Mírově a v Leopoldově, propuštěn byl až na amnestii 10. května 1960.
Pokoušel se o návrat na akademickou půdu, což mu režim neumožnil, pracoval v pražské Univerzitní knihovně, kde se staral o kartoteční lístky. Roku 1968 byl částečně rehabilitován (plně až po roce 1989), poté sporadicky publikoval odborné stati o ústavních systémech jiných zemí. Zemřel 23. listopadu 1970 v Praze.

Zdeněk Peška po zatčení Státní bezpečností v roce 1948 (identifikační fotografie)
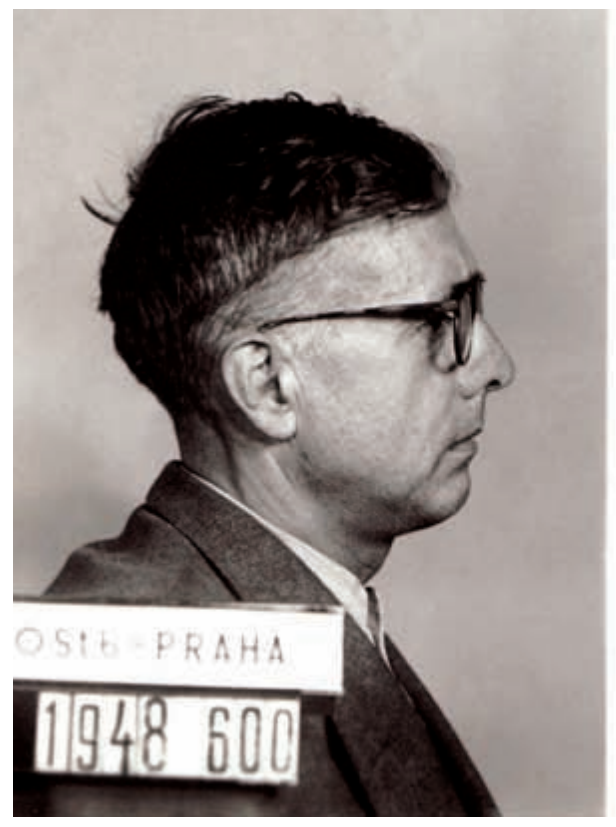
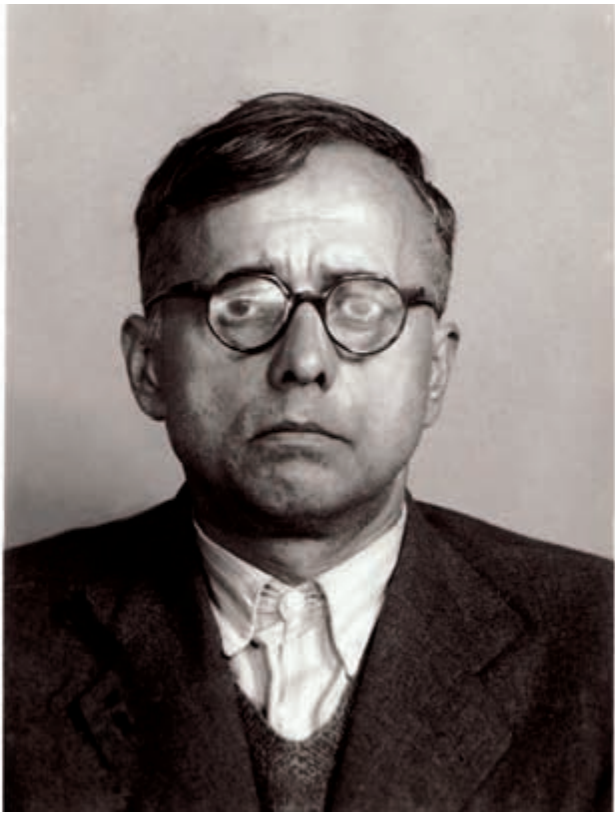
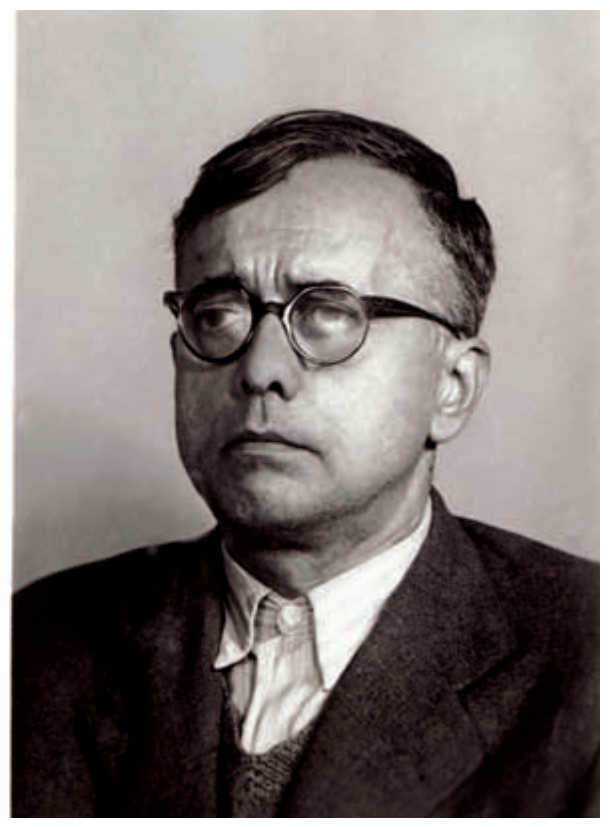

## Publikace
- Sociální práce českého studentstva (Praha, 1921)
- O dvoukomorové soustavě. Zároveň příspěvek ke studiu demokratisace moderních ústav (Bratislava, 1926)
- Československý volební soud (Praha, 1927)
- Z dějin politické filosofie (Praha, 1929)
- Přímé zákonodárství: K novějšímu ústavnímu vývoji Spojených států amerických (Bratislava, 1929)
- Nástin přednášek z oboru ústavního práva (Bratislava, 1930–1934; Praha, 1945)
- Národní menšiny a Československo (Praha, 1932)
- Kulturní samospráva národních menšin (Praha, 1933)
- Volební reformy I. Jak reformovat náš volební řád? (Praha, 1933)
- Sociální demokracie a ústava (Praha, 1935)
- Československá ústava a zákony s ní souvislé (Praha, 1935)
- Socialisté a mezinárodní politika (Praha, 1936)
- Nové zřízení Podkarpatské Rusi (Praha, 1938)
- Naše nové státní zřízení (Praha, 1945)
- Za demokratický právní řád (Praha, 1946)
- Jakou republiku? [Úvahy o naší nové ústavě] (Praha, 1946)
- Dokumenty k ústavním dějinám československým 1938–1946 (Praha, 1947)